# Métaphysique (Théophraste)
Pour les articles homonymes, voir Métaphysique (homonymie).
La Métaphysique est une œuvre de philosophie métaphysique du philosophe Théophraste. Le disciple d'Aristote y critique un certain nombre de théories aristotéliciennes qui avaient été présentées dans l'ouvrage homonyme de son maître.

## Présentation générale

### Contenu
La Métaphysique de Théophraste est un ouvrage de philosophie divisé en neuf livres. L'auteur critique certaines thèses aristotéliciennes, dont notamment les apories de son maître. Il procède ainsi de manière similaire à Aristote, qui avait critiqué dans sa propre Métaphysique les apories de son maître, Platon. 
Théophraste élève une objection à la théorie platonicienne du Premier moteur, à laquelle adhéraient encore certains aristotéliciens. Il souligne la difficulté de considérer le principe premier comme cause nécessaire pour expliquer le mouvement, rapporté à la nature même du réel. S’il n’existait que le premier moteur, toutes les autres sphères devraient suivre la même voie que celle des étoiles fixes : « En effet, ou bien le moteur est unique, et alors il est étrange que tous les corps n’aient pas le même mouvement ; ou bien le moteur est différent pour chaque corps en mouvement et les principes du mouvement sont multiples, mais alors leur harmonie dans leur marche vers le désir le meilleur n’apparaît plus du tout. Et la question du nombre des sphères exige une discussion plus complète de son fondement, car l’explication des astronomes n’est pas satisfaisante. »
Théophraste souligne ainsi la difficulté inhérente aux concepts aristotéliciens de désir et de tendance ; il critique également le fait que la terre soit exclue du mouvement circulaire, ce qui, d’après lui, suppose ou bien que la force du premier moteur ne parvient pas jusqu’à elle, ou bien que la terre ne peut se mouvoir de manière circulaire ; dans tous les cas cette question, à son avis, dépasse nos capacités. Le livre de Théophraste fait donc écho à la nouvelle doctrine examinée dans la vieillesse d'Aristote. Théophraste démontre dans Métaphysique que pour les pythagoriciens, le pouvoir divin est limité et qu’il ne peut ni ne veut imiter ou ramener au meilleur le bien, puisque le monde a besoin des contraires pour exister.

### Historique de publication
L'ouvrage n'aurait pas été appelé, à son origine, Métaphysique. Les historiens ont d’abord attribué ce titre au commentateur péripatéticien Andronicos de Rhodes, qui est responsable de l'appellation de Métaphysique pour l'ouvrage d'Aristote. On trouve toutefois le mot de « métaphysique » dans un fragment de Théophraste, où ce dernier parle de la philosophie première. Peut-être faut-il trouver l’origine du mot chez un disciple immédiat d’Aristote ; Diogène Laërce ne mentionne pas la  Métaphysique dans son catalogue des ouvrages de Théophraste. 
Nous ne disposons pas de l'ouvrage intégral ; seuls neuf fragments ont été retrouvés. 

## Résumé de l’œuvre

### Livre I: Monde intelligible et monde sensible
Pour Théophraste, le principe est à la fois association et, pour ainsi dire, union intime entre eux des éléments intelligibles et des éléments physiques. Théophrase commence par établir des définitions : il différencie l’étude de la nature et l’étude des principes, et définit la métaphysique comme la science des premiers principes et des premières causes. 
Il délimite l'étude de la nature et l'étude des principes : l’étude de la nature embrasse toutes sortes de changements, et est diversifiée selon son objet ; l'étude des principes (la métaphysique), au contraire, étudie des objets déterminés et toujours identique, car elle consiste en l'étude des réalités intelligibles.
Théophraste procède ensuite à une doxographie, où il commente Aristote, ainsi que les critiques émises par Speusippe, Xénocrate, Pythagore et Platon à l'égard de sa théorie. En ce qui concerne Platon, il s'agit d'une revue de la psychogonie qu'il a mise en avant dans le Timée : c’est parce que le mouvement est lui-même mu que le principe du mouvement ne peut être que ce qui imprimera le mouvement.

### Livre II: Difficultés concernant l’action téléologique du Premier moteur
Théophraste critique ensuite la théorie du Premier moteur d'Aristote. Il expose méthodiquement ses reproches, en soulignant qu'Aristote n'a pas expliqué comment concilier l’unicité du Premier moteur avec la multiplicité et la complexité des sphères qui se meuvent dans le monde lunaire qu’il décrit. Selon Aristote, le moteur unique est unique parce qu’immatériel ; dès lors Théophraste demande comment concevoir le rôle des 55 sphères qui constituent le ciel selon lui.

### Livre III: La déduction à partir des principes
Le philosophe donne une interprétation de la théorie des Idées. L’identité des idées et des nombres idéaux ainsi que la subordination des premières aux seconds sont affirmées : la nature des idées et leur essence est définie par celle des nombres, qui ne sont qu’une expression plus précise de l'Idée.
Théophraste soutient que, quels que soient les principes dont on part, la déduction doit être complète. 
Il rappelle ensuite un commentaire d'un disciple de Philolaos de Crotone, Eurytos de Tarente, qui fait du nombre le principe de toutes choses en étayant son propos sur tel nombre de cailloux assigné à telle essence. Théophraste commente Platon et sa vision des principes, Speusippe, Hestiée de Périnthe et Xénocrate.
Enfin, il compare et critique la déduction en mathématique (à partir de principes) et de la déduction en métaphysique.

### Livre IV: Si les principes sont déterminés ou indéterminés
Théophraste discute le point de vue de Platon dans le Timée concernant le démiurge. Le dieu a amené l’ordre au désordre de la masse visible. Les sciences se construisent non pas en partant d’un chaos indifférent, mais avec des éléments nettement définis pour point de départ. 
Ce qui caractérise le plus proprement les réalités les plus nobles, c’est l’ordre et la détermination ; ce qui découle des principes présentent le même caractère. Les principes restent indéterminés, ce qui les différencient des sciences. En opposant les termes premiers aux choses sensibles, Théophraste comprend comme nécessaire de les aborder par l'antériorité et la postérité parce que le caractère éternel des termes premiers renvoie au caractère corruptible des choses sensibles.

### Livre V: De l’immobilité des principes
Théophraste admet autant de principes premiers que de moteurs différents. Si le désir a une âme comme le prétend Platon, le Premier moteur met en mouvement les êtres animés seulement, précisément parce qu’ils ont une âme : le mouvement de la pensée suscité par le Premier Moteur devrait l’être par désir du meilleur. Dès lors, ce mouvement est celui de la pensée, si l’âme du désir tend vers le meilleur. 
Il rappelle doxographiquement les thèses sur le sujet. Pour Platon, les principes sont l’Un et la dyade indéfinie ; si l’âme est principe de mouvement comme le déclare le Phèdre. Pour Aristote, le principe est le premier moteur. 
Critique du concept aristotélicien du Premier Moteur comme Principe : Théophraste conteste Aristote et l’oppose à son maître ; dans les deux systèmes précédant Théophraste, les principes sont immobiles et immuables.

### Livre VI: Matière et forme
Théophraste cherche à comprendre comme l'être peut se séparer en matière et en forme. Il questionne aussi la matière et la forme en tant que telle, se demandant si la matière serait non-être et la seconde, être. 
Il soutient que la matière, mise en œuvre et organisée par la forme de l’être engendré, l’est conformément aux lois qui président à la nature de cet être. Il faut considérer une étape intermédiaire, l’acquisition de la Forme, que Théophraste appelle ici « passage ». L’être est déjà dans la matière, mais est en devenir et indéterminé. L’être est en puissance, mais ne possède qu'une certaine puissance.

### Livre VII: Le Bien et le Mal
Théophraste s’oppose à la théorie des contraires, qui était soutenue par les pythagoriciens. Les choses ne sont pas toutes bonnes ni toutes semblables, et donc en attribuant l’être à toutes choses, on laisse entendre que toutes ont une ressemblance : cette ressemblance n’est pas uniquement spécifique. Selon les Pythagoriciens, être implique nécessairement des contraires ; selon Théophraste, qui, considère sa théorie comme moins paradoxale, l'être est contenu dans les contraires, ou dépend des contraires.

### Livre VIII: Les différents sens de l’être
L'auteur réaffirme que la métaphysique a pour seul objet le Premier moteur. Selon Théophraste, dans la mesure où le Ciel est en mouvement, il est l’objet de l’étude de la physique ; le mouvement est de l’essence du Ciel et de l’essence de tous les êtres vivants. Il n’a pas à être expliqué, le mouvement est la vie même du ciel. Théophraste accepte les différents sens, acceptions de l’être. Là où la sensation est déjà pour Aristote un commencement de connaissance, pour Théophraste l’objet de la sensation n’est pas le particulier. D’un point de vue général de ce livre VIII, Théophraste contredit Aristote.
Le savoir n’existe pas sans différence, parce que les choses supposent une sorte de différence. Par la substance et la quiddité. La quiddité est ce qu’une chose est en elle-même, le support de l’essence. Pour Aristote, les genres et les espèces existent dans les êtres sensibles sous forme d'essences, de natures, de quiddités, appelées aussi formes substantielles,. Il n’y a de science que du général, et d’étude que de l’espèce, non des individus. La science doit saisir la multiplicité dans une seule vision.
Il y a un caractère propre à chaque classe de choses ; il vaut mieux connaître une chose par ce qu’elle est que par ce qu’elle n’est pas : c’est la seule manière d’apprendre ladite chose, le reste n’apprend rien. Le mouvement fait partie de l'essence, le mouvement du ciel participe de son essence, Théophraste fait rentrer le mouvement dans l’essence.

### Livre IX: Les limites de l’explication téléologique
Théophraste soutient que le point de départ pour étudier l’Univers est de déterminer les conditions sur lesquelles reposent les êtres, et leurs relations réciproques. Partant de la théorie que toutes choses sont en vue d’une fin et que rien n’est vain, où faut-il commencer et à quelles sortes de choses finir? Quels effets le philosophe doit-il prendre pour point de départ, et à quelles causes les rapporter ?
L'auteur commente l’utilité de la particularité dans le monde animal.
La Nature désire en toutes choses, ce qui est le meilleur, et dans la mesure du possible, fait participer les êtres à l’ordonné, et là où le meilleur est possible, il ne fait jamais défaut.
Si l’on considère l’Univers dans son ensemble, le bien l’emporte de beaucoup sur le mal. Le mal n’est pas une réalité positive, c’est l’indétermination due à la matière. Cette indétermination due à la matière rend compte de l’imperfection des êtres évoluant vers leur forme, qui est leur bien et leur achèvement.
Commentaire sur la conception pythagorisante de Speusippe et des pythagoriciens, critiquée et examinée par Aristote : Speusippe admettait plusieurs plans de réalité, et le Bien n’est pas dans les principes comme c'est le cas chez Platon, mais dans les êtres dérivés ; Théophraste, en accord avec la conception aristotélicienne du monde, voit le bien comme étant partout, et non seulement dans la fin.
L’on ne peut faire remonter la causalité au dieu. Dans le monde des réalités premières, beaucoup d’événements arrivent par hasard, et là n’interviennent ni cause finale ni meilleur, mais les événements obéissent à quelque nécessité.

## Citations
- L’Iliade, d’Homère[17] :

« Je vous tirerais avec la terre et la mer elles-mêmes »
- Éole d’Euripide[19] :

« Des biens ne sauraient se produire séparément »
- D’Héraclite[21] :

« Le plus beau ciel n’est qu’une sorte de balayure de choses répandues n’importe comment »

## Édition critique et traduction
- (fr) André Laks et Glenn W. Most, Métaphysique, Paris, Les Belles Lettres, 1993 ; nouvelle édition par Dimitri Gutas avec le titre On First Principles, Leiden, Brill 2010.